# صخرة الكحيلة
صخرة الكحيلة أو مرصد مجاردة ثقيف هو مرصد فلكي تاريخي في مدينة الطائف، اُستخدم لرصد الشهور العربية والمواسم الزراعية وأُطلق عليه اسم التقويم المجردي أو التقويم الثقفي.

## الموقع
يقع المرصد على إحدى قمم جبال ثقيف في قرية المجاردة بمحافظة ميسان بمنطقة مكة المكرمة. تبعد قرية المجاردة بمسافة 150 كم جنوب مدينة الطائف.

## نبذة
يعتبر التقويم الثقفي الزراعي على الحساب المجردي أحد أقدم التقاويم الزراعية بالمملكة العربية السعودية، يعتمد عمل المرصد على مزولة شمسية يطلق عليها "صخرة الكحيلة" مستقرة على قمة جبل كبير. يرتكز عمل المرصد على مراقبة حركة ظل صخرة الكحيلة لحوالي 20 يومًا بالسنة خلال نهاية الشتاء لتحديد وقت دخول فصل الربيع وبقية فصول السنة. يُقسم التقويم المجردي فصول السنة إلى 6 فصول زراعية، الربيع أنث ومدته شهرين، الربيع ذكور ومدته شهرين، الصيف شهرين والقيظ مدته شهرين، أما الخريف فمدته شهرين، والشتاء شهرين.
وضعت سبع علامات على الأرض بحسب تقسيمهم للمواسم الزراعية. يقدر عدد النجوم الزراعية 15، ولها منزلتان في السنة الزراعية: الكف، الثريا، المجيدح، الجوزاء، المرزم، الذراع، نجم النثرة، الطرف، الجبهة، الزبرة، الصُرف، السماك، السميك، العقرب، العقيرب. طريقة الحساب في المرصد تعتمد على عدة مكونات، الأولى هي المزولة الشمسية والتي تقع في الجهة الجنوبية الغربية، يقابلها في الجهة الشمالية شواخص تسمى النقور وعددها سبعة، لكل نقر نجم محدد، في الجهة الجنوبية من المزولة الشمسية توجد ثلاث مرازم في جبل النحاتة بهدف تحديد مواسم الزراعة. عند ظهور نجم الثريا والمجيدح والجوزاء تزرع الحنطة والشعير والمغروسات الصيفية، بينما في فصل الشتاء وعند ظهور النجم المحدد، تُزرع الذرة والمجدول والسيال وغيرها من الحبوب.

## التاريخ
اُستخدم المرصد ما بين 500 إلى ألف عام وأُطلق عليه اسم التقويم المجردي نسبة لقرية المجاردة، توارثت أُسر قبيلة ثقيف المرصد عبر مدرسة ابن عبيدان الثقفي والقائمة على العناية به.

## روابط خارجية
- تعرف على تفاصيل التقويم الزراعي الثقفي أقدم تقويم بالمملكة.